# 极点五笔
极点五笔，全称为“极点中文汉字输入平台”，開發者為杜志民。极点五笔是一款完全免费的，以五笔输入为主，拼音输入为辅的中文输入软件。它同时支持86版和98版两种五笔编码，全面支持GBK：避免了以往传统五笔对于「镕」「堃」「喆」」「冇」「啰」等汉字无法录入的尴尬。同时，极点五笔完美支持一笔、二笔等各种“型码”及“音型码”输入法。

## 开发背景
1986年，王永民开发了五笔字型输入法，从那时起，五笔字型在中国大陆的调整汉字录入软件中一直占居着主导的地位。出于对王码的认同，微软公司从王码公司手上购得授权，把五笔字型输入法软件集成到微软OFFICE办公套件中，从那里起五笔字型输入法的外观及功能便基本确定下来。随着电脑科技的发展及中国大陆电脑的普及，很多用户开始对五笔字型输入法的简单功能表示怀疑，在90年代初，五笔字型输入法第一个创新产品陈桥智能五笔问世，智能五笔开创了五笔输入法创新的道路。从那以后中国程序员对五笔字型输入法的创新就没有停止过。
2001年，极点五笔作者杜志民开始从事极点五笔的开发。当时，拼音输入法在中国大陆的输入法软件领域已经开始占居主导地位，大量用户在已经熟悉拼音输入法的基础上学习五笔输入法，很多人由于五笔字型输入法需要背诵大量字根而中途放弃学习。基于这种情况，杜志民开发了一款称为五笔拼音的输入法，在采用五笔字型编码的同时，用户可以使用拼音作为辅助录入，这是极点五笔的前身 。

## 版本相关
极点在开发的过程中出现了多种版本，以适合不同用户的需求。从4.5SE起，发行可以分别运行于简体及繁体视窗系统上不同版本。

### ANSI版本
微软开始Windows系统之初，由于没有考虑到各国不同语言的兼容问题，在Windows 98、Windows ME以前，系统都使用ANSI编码，要让Windows系统显示其它非本地语言的文件，运行非本地语言的软件是相当困难的。极点五笔早期的版本也是以ANSI编码的软件，很多时候，无法在非简体中文系统中正常运行。极点五笔采用ANSI编码的最后一个公开发布和版本为极点五笔5.1。

### Unicode版本
为了解决在非简体中文系统中的应用问题，杜志民于2006年5月份始着手开发了一个全新的极点五笔版本，该版本采用Unicode编译，支持多国语言，能够正常在非简体中文Windows NT及其以后的系统中使用。
Unicode版本的定位与ANSI版本的功能定位并不一致，而且也是刚刚开始开发，所有Unicode版本现在只有相对重要的几个功能。

## 特色功能
自定义输入法皮肤
具有传统的王码五笔不具备的换肤功能；
在线造词
与传统的五笔输入法不同，极点五笔允许用户在输入的过程中为系统词库添加新词组，默认的快捷键位为CTRL+＝；
在线删词
在输入的过程中删除每户词库中的词组；
在线调频
在输入的过程中调整系统词库的词序；
自动造词
系统自动识别单字或复合字符串为词组并追加到系统词库中；
特殊输出
支持各种特殊文本符号、文本符号串的输出；
短文输出
带时间日期或换行的文本字符串的输出；
笔画输入
以中文笔画作为索引的编码输出；
自定义软键盘
自定义软键盘键位所对应的文本符号；
开放性码表
允许用户自定义编码方案，例如定制五笔单字码表 、双拼加形码表等；
简入繁出
简体字编码输出繁体文字，并可实现一对多功能；
快捷命令
在输入的过程中用特殊的编码进入设置界面和执行功能切换；
命令直通车
以自定义的编码执行Windows命令行；
屏幕查询
以鼠标等操作自动读取内存中的中文字符中，并返回读音、编码等相关信息；
临时GBK功能
允许系统默认的GB 2312编码方案临时输出GBK编码集；
编码反查
拼音及五笔编码互查；
快捷时间输入
以编码now、week、time、znyr等编码输出对应的当前中文式样，并可自定义格式。
界面换肤
可换候选窗背景、状态栏样式、候选字体、颜色、大小等。
字典查询
按Ctrl+／或；ff<回车>或进入字典查询插件，进行英汉、汉英、汉汉……的查询、编辑。
- 插件扩展

## 同类产品
对比
| 功能       | 极点五笔             | 智能五笔         |
| ---------- | -------------------- | ---------------- |
| 拼音辅助   | 支持智能拼音辅助输入 | 支持全拼辅助输入 |
| 更换皮肤   | 内置皮肤支持         | 可扩展换肤支持   |
| 查询和筛选 | √                    | ×                |
| 设置优化   | √                    | ×                |

## 版本历史[3]
| 颜色标识 | 颜色标识 | 颜色标识 |
| -------- | -------- | -------- |
| 舊版     | 當前版本 | 未來版本 |

| 版本                   | 发布日期           | 重要更新 |
| ---------------------- | ------------------ | --- |
| 1.0测试版              | 2001年9月10日      | 五笔拼音1.0测试版提供内部使用、测试 |
| 1.7试用版              | 2002年8月底或9月初 | 五笔拼音1.7试用版在输入法论坛提供下载 |
| 1.8                    | 2002年9月16日      | |
| 2.0beta6               | 2002年10月30日     | |
| 2.0a                   | 2002年11月3日      | |
| 2.3                    | 2002年11月15日     | |
| 2.4                    | 2002年11月19日     | |
| 2.5                    | 2002年11月25日     | |
| 3.0beta2               | 2002年12月14日     | |
| 3.01                   | 2003年1月6日       | |
| 3.1                    | 2003年2月1日       | |
| 3.1                    | 2003年3月31日      | 五笔拼音改名为极点 |
| 3.2                    | 2003年6月22日      | |
| 便携版                 | 2003年12月24日     | |
| 3.5                    | 2003年12月31日     | |
| 4.0                    | 2004年8月26日      | |
| 4.5《电脑商情报》专版  | 2005年8月23日      | |
| 4.5SE（简体版）        | 2005年10月1日      | |
| 5.0正式版              | 2005年12月25日     | |
| 5.1                    | 2006年3月18日      | |
| Unicode测试版          | 2006年10月23日     | 极点五笔支持中日韩三国大字符集的Unicode测试版 |
| Unicode第二测试版      | 2006年11月7日      | |
| 6.1正式版（Unicode版） | 2007年11月11日     | |
| 汶川地震纪念版SP1      | 2008年6月12日      | |
| 6.5                    | 2009年2月9日       | |
| 7.0 预览版             | 2009年8月7日       | 增加对对win7 增加对x64的支持 增加在线造词方式：“；x[” |
| 7.0 纪念版             | 2010年2月26日      | 解决词库出错问题 |
| 7.1                    | 2010年3月31日      | 修正设为默认输入法时windows不能进入桌面的问题 修正打开多个word或excel文件时无法切换的问题 完善某些单字与词组的简入繁出                                                                      |
| 7.12                   | 2010年4月29日      | 增加标点配对功能 系统设置中增加实时帮助 修正某些系统下无法隐藏候选窗的问题 |
| 7.13                   | 2010年9月20日      | 修正长时间使用极点后输入4码时非法的问题 修正切换出极点只出英文，不能输入汉字的问题 |
| 7.15 十周年版          | 2011年12月26日     | 修正：使用极点造成应用软件异常退出的问题 修正：切换或编辑词库失效的问题 修正：在PE系统下无法注册的问题 修正：桌面上显示多个极点状态栏的问题 添加：候选窗鼠标划词查询功能 添加：智能标点功能 |

## 用户评价
- 极点获IT世界 2009年装机必备软件
- 极点五笔获PCHOME“用户选择奖”
- 极点五笔荣获“2005～2006 年度《电脑迷》编辑推荐软件”
- 极点五笔：我最喜爱的五笔输入法 （页面存档备份，存于）

## 外部連結
- 极点五笔主页 （页面存档备份，存于）
- 极点五笔字根表 （页面存档备份，存于）
- 五笔爱好者论坛